# Arbeitender Kunde
Mit dem Ausdruck Arbeitender Kunde wird eine gesellschaftliche und ökonomische Entwicklung zum Wandel des Verhältnisses von Konsumenten und Unternehmen bezeichnet, bei der gezielt betriebliche Funktionen auf die privaten Konsumenten (Kunden, Klienten, Patienten, Bürger usw.) ausgelagert werden. Ziel der Unternehmen ist dabei, Kosten einzusparen und/oder produktive Leistungen der Kunden (Produktentwicklung, Innovationen, Qualitätskontrolle, Marketing, Werbung usw.) direkt oder indirekt für die Wertschöpfung zu nutzen.

## Die These desArbeitenden Kunden
Der Ausdruck und die These des „Arbeitenden Kunden“ gehen auf die Arbeitspsychologin Kerstin Rieder (Fachhochschule Aalen) und den Arbeits- und Industriesoziologen G. Günter Voß (TU Chemnitz) zurück. Die entsprechenden Überlegungen wurden im gleichnamigen Buch (Voß/Rieder 2005) vor dem Hintergrund einer „subjektorientierten“ Position der Soziologie (→Subjektorientierte Soziologie) ausgearbeitet und dabei in einen gesellschaftstheoretischen und gesellschaftsdiagnostischen Zusammenhang gestellt.
Es wird u. a. gezeigt, dass die Entwicklung vor vielen Jahren mit der Selbst-Bedienung begann, dann mit der Nutzung der Kunden als Werbeträger (Logos auf der Bekleidung), der Übertragung der Endfertigung von Produkten auf die Käufer von Produkten (z. B. IKEA) und der Verpflichtung von Gästen zum Aufräumen in der Systemgastronomie eine neue Stufe erreichte. Aktuell erfährt dies, vor allem durch das Internet und eine neue Generation von Automaten, erneut eine systematische Ausweitung.
Wichtige Beispiele sind:
- Direkt-, Online- oder Internet-Banking, Self-Brokerage im Feld der Finanzdienstleistungen,
- internetbasiertes Ein- und Verkaufen sowie Er- und Versteigern,
- Selbstorganisation von Reisen und Selbstbuchen von Flug- und Bahntickets über das Internet,
- E-Government (etwa bei der elektronischen Steuererklärung),
- Selbsteinlieferung und Abholung von Paketen an Packstationen im Postbereich,
- Self-Scanning von Waren an den Kassen von Handelsunternehmen (Selbstbedienungskassen),
- Selbstkonfiguration von Produkten (Individualisierte Massenfertigung, „Mass Customization“) und damit die Einbeziehung der Kunden in die Steuerung von Produktionsverläufen im E-Commerce,
- automatisiertes Einchecken an Flughäfen und in Hotels sowie automatische Passkontrollen an Flughäfen,
- Selbst-Konfiguration und Selbst-Wartung (updates usw.) von Soft- und Hardware im IT-Bereich,
- Rückgriff auf Leistungen von Angehörigen bei der Pflege von Alten und Kranken, zunehmende Einbeziehung der Patienten in den Diagnose- und Behandlungsprozess (z. B. durch Nutzung der Telemedizin) im Gesundheitswesen.

Folge ist, dass die Konsumenten immer häufiger (nicht immer freiwillig und meist ohne finanzielle Kompensation) Arbeiten übernehmen, die bisher von den Betrieben geleistet wurden. Weitgehend unbemerkt werden Kunden damit quasi zu unbezahlten informellen Arbeitskräften der Unternehmen – und immer stärker ziehen damit im engeren Sinne ökonomisch genutzte produktive Funktionen in das Privatleben vieler Menschen ein.
Dies ähnelt einer Entwicklung, die in den 1980er Jahren der amerikanische Zukunftsforscher Alvin Toffler (1980) als verstärktes „Prosuming“ (die Verbindung von „Consuming“ und „Producing“) bezeichnet hatte. War dies für Alvin Toffler ein Schritt, in dem sich Konsumenten ein Stück Produktionssouveränität zurückerobern wollen und können, so erweist sich dies aktuell primär als eine wirtschaftliche Entwicklung, in der sich eine unternehmerische Verlagerung von Kosten bzw. eine Erweiterung von Wertschöpfungspotenzialen vollzieht. Der amerikanische Soziologe George Ritzer machte mit seiner viel beachteten These der McDonaldisierung (1995) auf ähnliche Vorgänge aufmerksam. 2015 greift auch der US-Journalist Craig Lambert unter dem Stichwort „Shadow Work“ das Thema auf.
Der Trend zur verstärkten Verlagerung von Arbeit auf die Kunden wird vor dem Hintergrund einzelner früher Ideen inzwischen von der einschlägigen Managementliteratur mit aufschlussreichen Begriffen oder Konzepten intensiv propagiert: Kunden sollen zu „Dienstleistern für die Dienstleister“ werden (O. Grün/J.C. Brunner 2002), wenn nicht gar zu „partiellen Mitarbeitern“ (Mills/Morris 1986), wodurch ein „Out-Sourcing auf die Kunden“ möglich wird (H. Corsten 1997, 2000). Besonders attraktiv ist dabei, zu versuchen, die Kunden mit produktiven (v. a. innovativen) Leistungen in die Wertschöpfung einzubeziehen („Open Innovation“, Der Kunde als „Wertschöpfungspartner“, Reichwald/Piller 2006). In der aktuellen Diskussion zum interaktiven Internet (web2.0) und den Möglichkeiten seiner wirtschaftlichen Nutzung wird dies unter dem Stichwort „Crowdsourcing“ („Outsourcing“ von Leistungen auf die „Crowd“ der Internet-User) intensiv und zunehmend kontrovers diskutiert.